# Stygnoleptes analis
Stygnoleptes analis is een hooiwagen uit de familie Zalmoxioidae.